# Тісінець
Тісінець або Тисинець (словац. Tisinec) — село в Словаччині, Стропковському окрузі Пряшівського краю. Розташоване в північно-східній частині Словаччини, в центральній частині Низьких Бескидів у долині ріки Ондава, на автомобільному шляху між Стропковом та Свидником.
Уперше згадується 1379 року.

## Пам'ятки
У селі є римо-католицький костел Введення Діви Марії з 1873 року в стилі неокласицизму, з 1988 року національна культурна пам'ятка.

## Населення
| Рік:            | 1994. | 2004.    | 2014.    | 2024.    |
| --------------- | ----- | -------- | -------- | -------- |
| Кількість осіб: | 338   | 428      | 382      | 484      |
| Різниця:        |       | +26,62 % | -10,74 % | +26,70 % |

| Рік:            | 2023. | 2024.   |
| --------------- | ----- | ------- |
| Кількість осіб: | 481   | 484     |
| Різниця:        |       | +0,62 % |

В селі проживає 413 осіб.
Національний склад населення (за даними останнього перепису населення — 2001 року):
- словаки — 98,67 %
- русини — 0,53 %
- чехи — 0,53 %
- українці — 0,27 %

Склад населення за приналежністю до релігії станом на 2001 рік:
- римо-католики — 86,93 %,
- греко-католики — 10,93 %,
- православні — 1,60 %,
- протестанти — 0,27 %,
- не вважають себе віруючими або не належать до жодної вищезгаданої церкви: 0,27 %